# Roland Geitmann

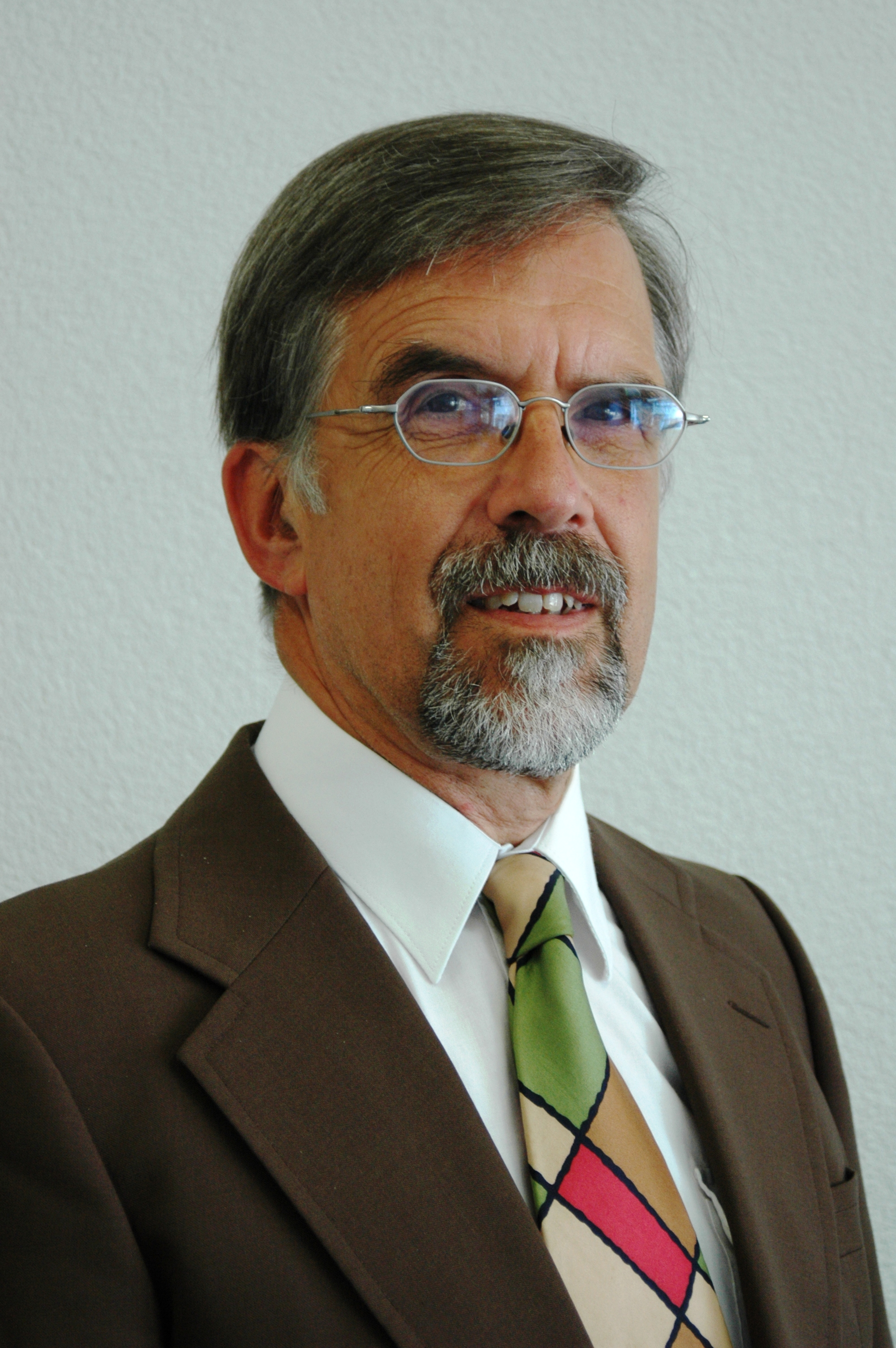
Roland Geitmann (2006)

Roland Geitmann (* 13. April 1941 in Sildemow bei Rostock; † 4. Dezember 2013 in Kehl) war ein deutscher Verwaltungsrechtler. Er war von 1974 bis 1982 Oberbürgermeister der Stadt Schramberg und von 1983 bis 2006 Professor für Öffentliches Recht an der Hochschule Kehl.

## Leben
Von 1970/71 war Geitmann Regierungsassessor am Landratsamt Emmendingen und von 1971/72 Regierungsrat am Landratsamt Donaueschingen. 1973/74 arbeitete Geitmann als Oberregierungsrat beim Regierungspräsidium Tübingen. Von 1974 bis 1982 war er Oberbürgermeister der Großen Kreisstadt Schramberg und ab 1975 Mitglied des Kreistags des Landkreises Rottweil. Damit war Geitmann das erste sozialdemokratische Stadtoberhaupt der Stadt Schramberg.
Von 1983 bis 2006 war er Professor an der HS Kehl. Geitmann unterrichtete dort Allgemeines Verwaltungsrecht, Ausländerrecht und  Kommunalverfassungsrecht  und war Fachberater für Kommunalrecht und Ethikbeauftragter. Seine Forschungsgebiete waren Sozialgestaltung, Demokratieentwicklung und Fragen gerechter Wirtschaftsordnung.
Außerdem war Geitmann von 1988 bis 2009 Vorsitzender, danach Ehrenvorsitzender der freiwirtschaftlichen Vereinigung Christen für gerechte Wirtschaftsordnung (CGW) (früher Arbeitsgemeinschaft freiwirtschaftlicher Christen). Auch war er Sprecher des Kuratoriums von Mehr Demokratie sowie verantwortlicher Herausgeber der Schriftenreihe der Arbeitsgruppe Gerechte Wirtschaftsordnung.